# Понхи
Понхи (пол. Pąchy) — село в Польщі, у гміні Медзіхово Новотомиського повіту Великопольського воєводства.
Населення — 19 осіб (2011).
У 1975-1998 роках село належало до Гожовського воєводства.

## Демографія
Демографічна структура станом на 31 березня 2011 року:
|          | Загалом | Допрацездатний вік | Працездатний вік | Постпрацездатний вік |
| -------- | ------- | ------------------ | ---------------- | -------------------- |
| Чоловіки | 10      | 0                  | 8                | 2                    |
| Жінки    | 9       | 2                  | 5                | 2                    |
| Разом    | 19      | 2                  | 13               | 4                    |